# A Feud in the Kentucky Hills
A Feud in the Kentucky Hills è un cortometraggio muto del 1912 diretto da D.W. Griffith.

## Produzione
Il film fu prodotto dalla Biograph Company. Venne girato nel New Jersey.

## Distribuzione
Distribuito dalla General Film Company, il film - un cortometraggio di una bobina - uscìnelle sale cinematografiche statunitensi il 3 ottobre 1912.
Copie della pellicola sono conservate nelle collezioni della Mary Pickford Foundation.